# Stazione di Ishibe
La stazione di Ishibe (石部駅?, Ishibe-eki) è una stazione ferroviaria della città di Konan, nella prefettura di Shiga in Giappone. La stazione è gestita dalla JR West e serve la linea Kusatsu.

## Linee e servizi
JR West
■ Linea Kusatsu

## Struttura
La stazione è costituita da due banchine laterali con 2 binari in superficie al livello del terreno. Sono presenti scambi per permettere l'incrocio dei treni.
| 1 | ■ Linea Kusatsu | per Kibukawa e Tsuge |
| 2 | ■ Linea Kusatsu | per Kusatsu e Kyoto  |

## Stazioni adiacenti
| «             | Servizio      | »             |
| Linea Kusatsu | Linea Kusatsu | Linea Kusatsu |
| ------------- | ------------- | ------------- |
| Kōsei         | Locale        | Tehara        |